# Nyctyornis amictus
El abejaruco barbirrojo (Nyctyornis amictus) es una especie de ave coraciforme de la familia Meropidae que vive en el sudeste asiático. 

## Descripción

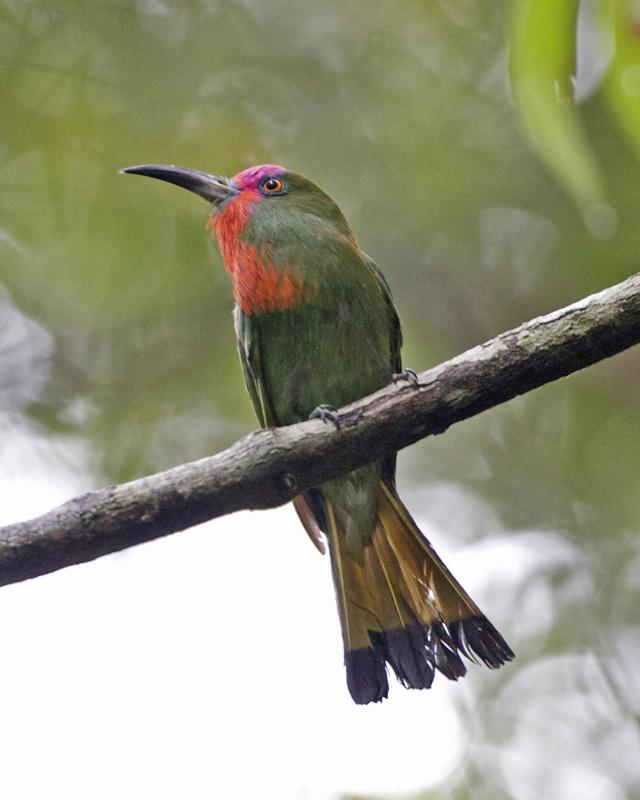
Ejemplar en Malasia

Es un ave de plumaje predominantemente verde, con la parte frontal del rostro y una franja en la garganta y parte superior del pecho, a modo de barba, de color rojo intenso. Tiene el pico largo y curvado hacia abajo, de color negro menos su base que es gris. Su cola es larga y con terminación cuadrada, y sus alas son apuntadas.

## Distribución
Se encuentra en la península malaya, Sumatra, Borneo y las pequeñas islas adyacentes.

## Comportamiento
Como los demás abejarucos se alimenta principalmente de insectos, especialmente abejas, avispas y avispones, que captura al vuelo lanzándose desde un posadero o atrapándolos entre el follaje. Suelen cazar solos o en parejas, y suelen mantenerse quietos largo rato en su atalaya a la espera que pasen sus presas.
Al igual que todos los abejarucos anida en túneles excavados en los taludes fluviales arenosos sin formar colonias.